# Puig de s’Àguila

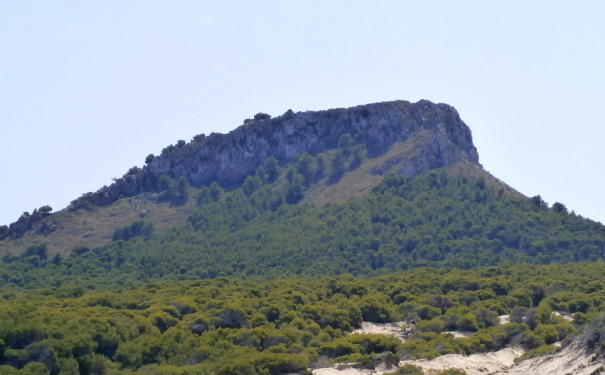
Blick aus Norden von Cala Mesquida

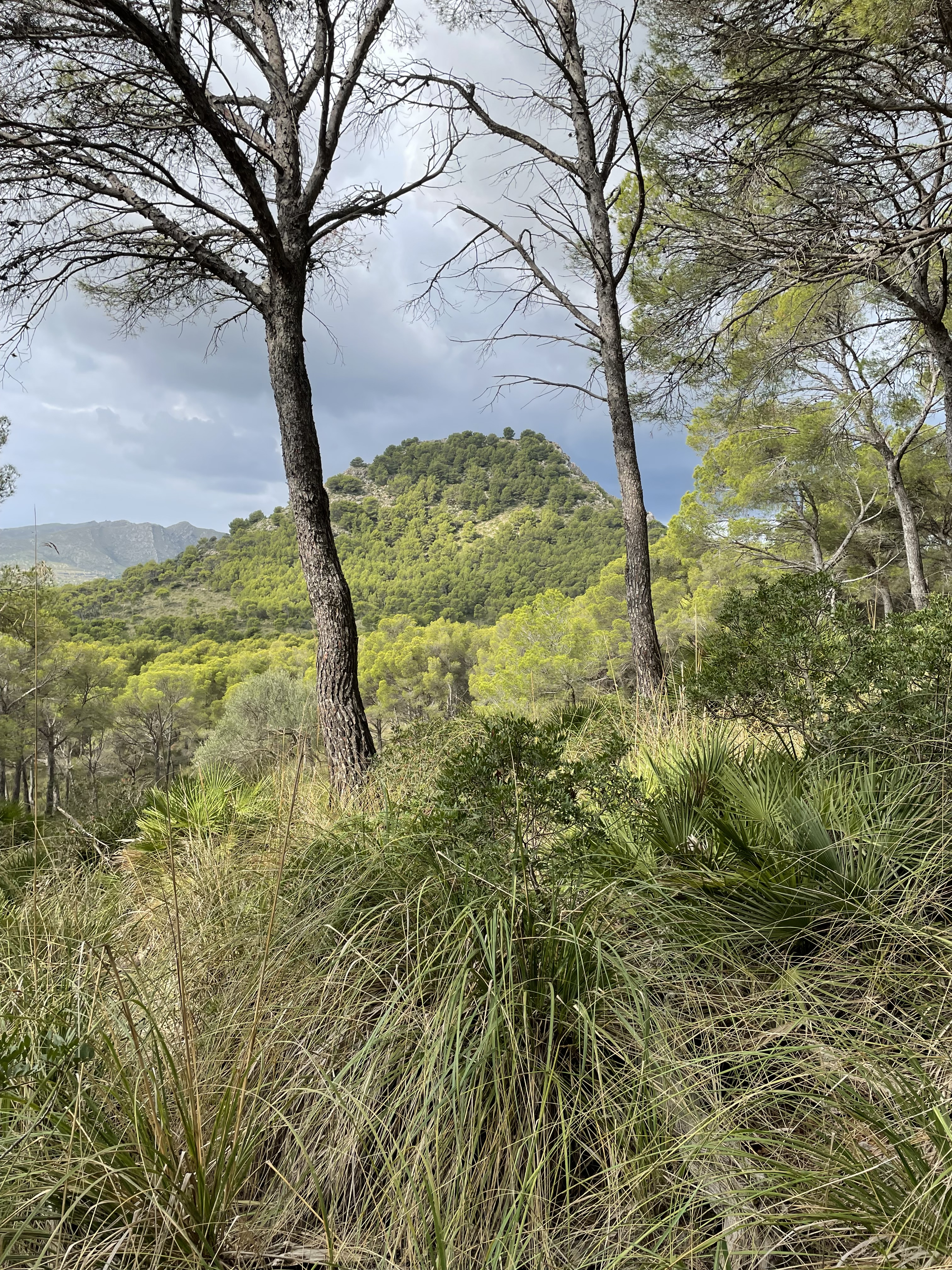
Puig de s'Àguila, Blick aus Südosten

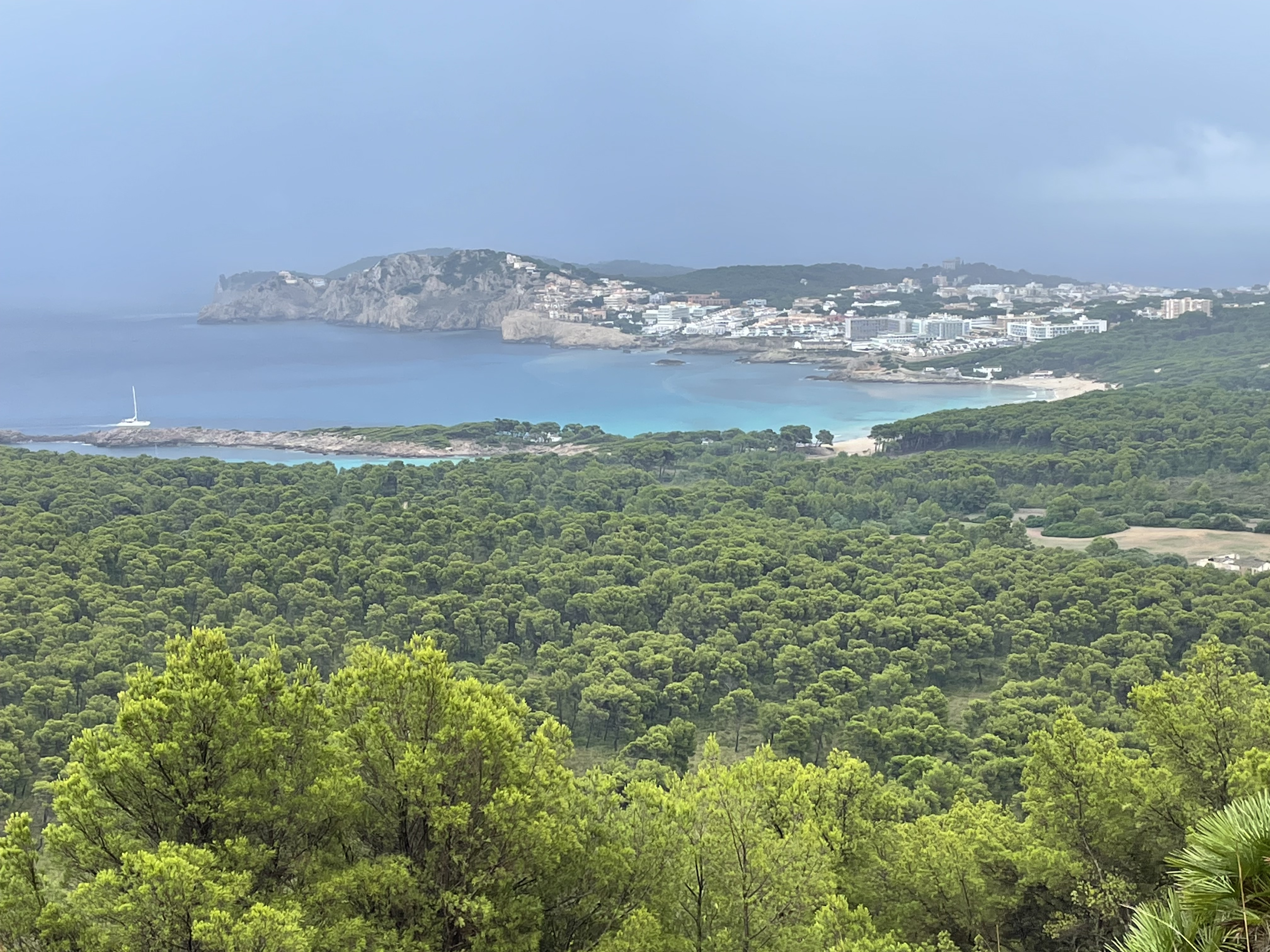
Aussicht vom Puig de s'Àguila auf Cala Rajada

Der Puig de s’Àguila ist ein Berg im Nordosten der spanischen Mittelmeerinsel Mallorca. Von seinem geräumigen Gipfelplateau lässt sich die Küste von Cala Mesquida bis Cala Rajada überblicken.  
Der Berg hat eine Höhe von 234 Metern und gehört zum Gemeindegebiet von Capdepera. Nordöstlich befindet sich der mit 273 Metern noch etwas höhere Es Telégraf mit dem der Puig de s’Àguila über den Sattel Coll de Marina verbunden ist. An seiner Westflanke entspringt die nur zeitweise wasserführende Quelle Sa Fonteta des Abeuradors. Etwas östlich des Gipfels befindet sich eine archäologische Stätte. Etliche Kalköfen aus dem letzten Jahrhundert bezeugen, dass in der Region Kalk gebrannt wurde.

## Zugang
Trotz der relativ geringen Höhe ist die Besteigung des Berges nicht ganz einfach und verlangt gute Trittsicherheit. Der mitunter felsige Aufstiegspfad beginnt am Wanderweg zwischen Cala Mesquida und Cala Agulla am Coll de Marina.